# Kaapse miertapuit
De Kaapse miertapuit (Myrmecocichla formicivora) is een zangvogel uit de familie Muscicapidae (Vliegenvangers).

## Verspreiding en leefgebied
Deze soort komt voor van Namibië tot Botswana en Zuid-Afrika.